# Tanja Hart
Pour les articles homonymes, voir Hart.
Tanja Hart (née le 24 janvier 1974 à Marktheidenfeld) est une volleyeuse allemande.

## Carrière
Elle dispute avec l'équipe d'Allemagne féminine de volley-ball les Jeux olympiques d'été de 1996, les Jeux olympiques d'été de 2000 et les Jeux olympiques d'été de 2004. Elle est médaillée de bronze au Championnat d'Europe féminin de volley-ball 2003.